# Aire urbaine de Bourges
L'aire urbaine de Bourges est une aire urbaine française centrée sur l'unité urbaine de Bourges. Constituée de 72 communes, elle comptait 139 968 habitants en 2012.

## Caractéristiques en 1999
D'après la définition qu'en donne l'INSEE, l'aire urbaine de Bourges est composée de 52 communes, situées dans le Cher. Ses 120 752 habitants font d'elle la 60e aire urbaine de France.
Cinq communes de l'aire urbaine sont des pôles urbains.
Le tableau suivant détaille la répartition de l'aire urbaine sur le département (les pourcentages s'entendent en proportion du département).
| Département | Communes | Communes (%) | Superficie (km²) | Superficie (%) | Population (1999) | Population (%) |
| ----------- | -------- | ------------ | ---------------- | -------------- | ----------------- | -------------- |
| Cher        | 52       | 17,9         | 1 167,20         | 16,1           | 123 584           | 39,3           |